# Klerus

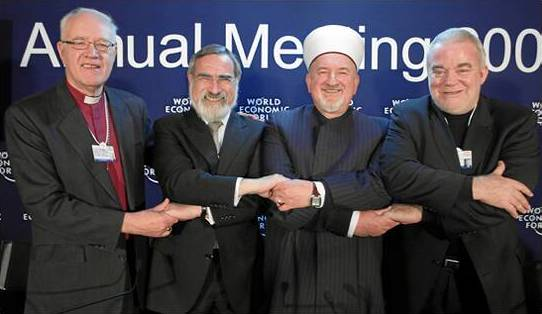
Der Erzbischof von Canterbury, der Oberrabbiner des Vereinigten Königreichs, der Großmufti von Bosnien-Herzegowina und ein führender Vertreter der Red-Letter Christians

Der Klerus (altertümlich auch Klerisei oder Clerisei) ist die Gesamtheit der Angehörigen des geistlichen Standes, der Kleriker.
Die Bezeichnung bezieht sich vornehmlich auf die Stufen des Weihepriestertums im Christentum, wird aber gelegentlich auch auf Verhältnisse außerhalb übertragen und für Kultdiener oder Geistliche anderer Religionen verwandt, zum Beispiel den schiitischen Klerus. Prinzipiell lässt sich von Klerus jedoch nur dann reden, wenn es innerhalb einer religiösen Gemeinschaft eine Gruppe Amtsträger mit priesterlichen oder vergleichbaren Funktionen gibt, die deutlich von den übrigen Gläubigen – den Laien – abgehoben ist. Dies ist beispielsweise im sunnitischen Islam, aber auch in den meisten protestantischen Kirchen, die ein reformatorisches Verständnis vom allgemeinen Priestertum aller Gläubigen vertreten, nicht oder nur eingeschränkt der Fall. Im allgemeinen Sinn spricht man auch von der Geistlichkeit.

## Etymologie
Das Wort Klerus (lateinisch clerus, davon abgeleitet auch englisch clergy, französisch clergé usw.) geht auf griechisch κλῆρος kleros zurück, das eigentlich so viel wie „Scherbe“ bedeutete, in einem besonderen Sinne dann „Los, als Los gebrauchte Scherbe“ (vgl. Scherbengericht), und daher schließlich „durch Los zugefallener Erb- oder Anteil“. Seine heutige, also theologische Bedeutung „ausgewählter Priesterstand“ knüpft wohl an das erste Kapitel der Apostelgeschichte an, in dem beschrieben wird, wie Matthias durch Losentscheid zum zwölften Apostel bestimmt wird (Apg 1,17: τὸν κλῆρον τῆς διακονίας ταύτης), jedenfalls kam sie in der griechischen und lateinischen Kirchensprache der Alten Kirche auf. Vermutlich datiert die Begriffsprägung um das Jahr 200 n. Chr., zumindest findet sich der Ausdruck noch nicht in den Schriften der Apostolischen Väter; erstmals erscheint er bei Tertullian (z. B. De Monogamia 12: ‚Unde enim Episcopi et Clerus? Nonne de omnibus?‘, deutsch „Denn woher sind die Bischöfe und der Klerus genommen? Doch wohl aus der Masse der Christen.“), wenig später dann bei Origenes (9. Homilie zu Jeremia) und Clemens von Alexandria (Quis dives salvetur 42).

## Status
Ein Kleriker ist in der katholischen, orthodoxen, anglikanischen und altkatholischen Kirche ein geweihter Amtsträger, der eine der drei Stufen des Weihesakraments empfangen hat. Den Klerus dieser Kirchen kann man daher auch als Weihestand bezeichnen. In der römisch-katholischen und in den orthodoxen Kirchen können nur Männer das Weihesakrament empfangen.
Diakone, Priester und Bischöfe bilden somit die Gruppe der Kleriker. Demgegenüber bilden die Gläubigen die Gruppe der Laien.
Als äußere Zeichen der Zugehörigkeit zum Klerus sind bestimmte Formen der Kleidung (Kollar oder Beffchen, Talar oder Soutane, Birett, Pileolus, Kamilavka) und der Haartracht (Tonsur, Bart, Zopf) üblich, die je nach Konfession oder Tradition variieren. Bei der Feier von Gottesdiensten tragen Kleriker liturgische Gewänder.
Für die Anerkennung der Weiheämter in und zwischen den verschiedenen Kirchen ist die Lehre der apostolischen Sukzession von Bedeutung, d. h. die ununterbrochene Weitergabe des Bischofsamtes und damit des Priestertums ausgehend von den nach kirchlicher Ansicht durch Christus in dieses Amt eingesetzten Aposteln.

## Römisch-katholische Kirche

### Klerikerstand

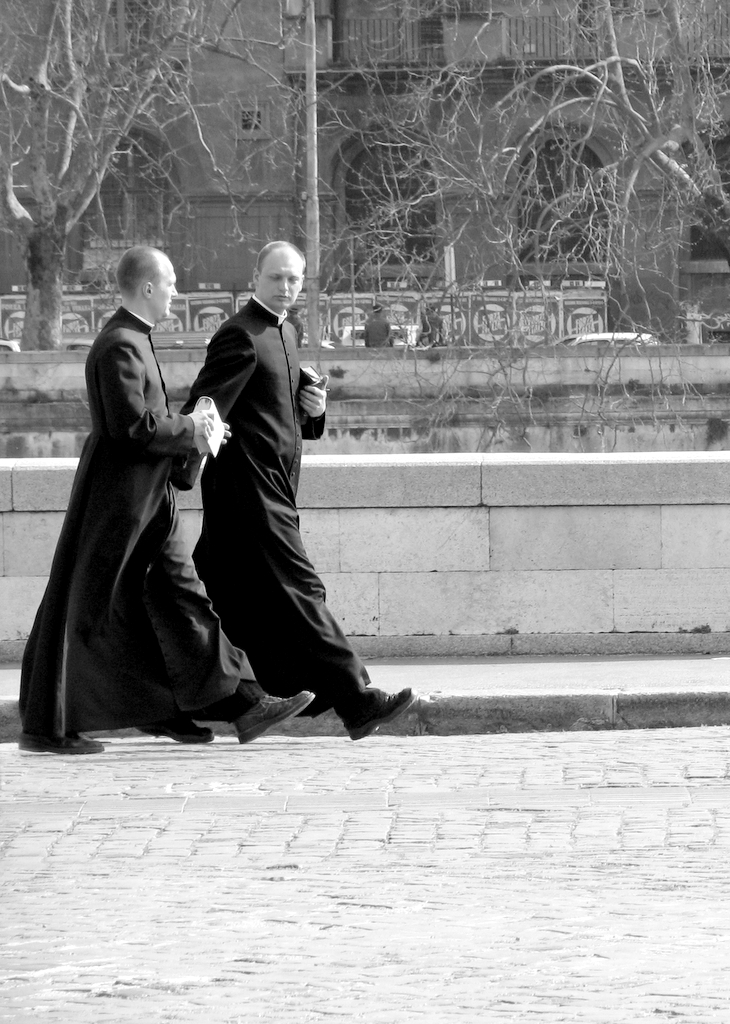
Katholische Priester in Rom

Nach früherem katholischen Kirchenrecht (bis 1972) erfolgte die Aufnahme in den Klerus bereits durch die Tonsur (die vor dem Empfang irgendeiner Weihe empfangen werden konnte, etwa von Seminaristen). Als Vorstufen zur Diakonenweihe waren bis dahin auch verschiedene niedere Weihen zu durchlaufen, die es in den Ostkirchen zum Teil noch heute gibt. Historisch gehörten die (auch als Minoristen bezeichneten) Inhaber der niederen Weihen zwar bereits zum Klerus (unterstanden also beispielsweise der geistlichen Gerichtsbarkeit), waren aber bestimmten Rechten und Pflichten nicht oder nicht in dem Maße unterworfen wie Majoristen. Heute in Ausnahmefällen – etwa in mit Rom unierten Kirchen mit abweichendem Ritus oder in der außerordentlichen Form des römischen Ritus – noch gespendete niedere Weihen führen nach katholischem Kirchenrecht nicht mehr dazu, dass die Betreffenden als Kleriker gelten.
Die Zugehörigkeit zum Klerus ist mit verschiedenen Pflichten und Rechten verbunden, dazu gehören im Wesentlichen:
- Gehorsamspflicht gegenüber den kirchlichen Vorgesetzten (in der Regel dem Bischof): Der Gehorsam bezieht sich auf die Amtspflichten; das Privatleben ist nur betroffen, soweit es um „standesgemäßes“ Verhalten geht. Das Rechtsverhältnis des Klerikers zu der ihm übergeordneten kirchlichen Organisationseinheit (Diözese etc.) bezeichnet man in den westlichen Kirchen als Inkardination (Eingliederung, Einbindung), in der Ostkirche als Askription (zugeschriebene „Zugehörigkeit“).
- Geistlicher Dienst: Hauptaufgaben der Kleriker sind die Wortverkündigung und das Spenden der Sakramente. Dabei sind dem Kleriker bzw. Priester bestimmte Ämter vorbehalten, zu deren Ausübung Weihegewalt (durch das Weihesakrament übertragen) bzw. kirchliche Leitungsgewalt (durch besondere „Sendung“ oder Beauftragung übertragen) erforderlich ist (dabei ist die Weihe in den meisten Fällen Gültigkeitsvoraussetzung, die Beauftragung hingegen Zulässigkeitsvoraussetzung für die Vornahme der Amtshandlungen). Für bestimmte Ämter (z. B. Diözesanbischof oder Pfarrer) besteht in der Regel eine Residenzpflicht (örtliche Wohn- bzw. Anwesenheitspflicht). Neben der Seelsorge und dem Gottesdienst können Kleriker auch administrative, wissenschaftliche, schulische, soziale, kulturelle oder sonstige kirchliche Aufgaben wahrnehmen.
- Zölibat: In der lateinischen Kirche sind Diakone (soweit nicht bereits vor der Weihe verheiratet), Priester und Bischöfe zum Zölibat verpflichtet. Vom Zölibat entbinden (Dispens) kann nur der Papst (etwa im Zuge der Laisierung oder auch bei verheirateten anglikanischen oder protestantischen Geistlichen, die zur katholischen Kirche übertreten). In den meisten mit Rom unierten Kirchen mit östlichem oder orientalischen Ritus gilt der Zölibat ebenso wie in fast allen orthodoxen Kirchen nur für Bischöfe und unverheiratet geweihte Kleriker (hauptsächlich Mönche, die aufgrund ihrer Gelübde ohnehin ehelos leben). In der anglikanischen und der altkatholischen Kirche sind die Kleriker nicht zum Zölibat verpflichtet.
- Lebenswandel und Persönlichkeit: Von einem Kleriker werden im Allgemeinen Frömmigkeit und ein einfacher Lebensstil gefordert, er soll ein vorbildhaftes christliches Leben führen. Es gibt auch bestimmte Gottesdienst- und Gebetsverpflichtungen für Kleriker (etwa in der katholischen Kirche und der Ostkirche das Stundengebet). Im Übrigen hängen die jeweiligen Anforderungen stark von den konkreten Aufgaben und Einsatzgebieten des Geistlichen und der Tradition seiner Gemeinschaft ab.
- Recht auf Unterhalt und Versorgung: Heutige Kleriker werden meist von ihrem Dienstherrn bezahlt. In Deutschland und Österreich tragen die Kirchenmitglieder über die Kirchensteuer zum Auskommen der kirchlichen Amtsträger bei. Historisch spielte die Versorgung des Klerus als gesellschaftspolitisches Problem eine große Rolle. In zahlreichen Epochen der Geschichte gab es viele beschäftigungs- und mittellose Kleriker. In der Regel mussten die Gemeinden für ihre Geistlichen aufkommen, etwa durch Entrichtung des Zehnten. Ein anderes Modell stellte die geistliche Pfründe dar. Lange Zeit bildete der meist durch Schenkung erworbene Grundbesitz der Kirchen die wichtigste Grundlage für die Bezahlung der Kleriker. Nach der Enteignung der Kirchen im Zuge der Säkularisation verpflichteten sich zunächst die Fürsten zur Besoldung kirchlicher Amtsträger. Im Rahmen der Trennung von Kirche und Staat wurde die Eigenfinanzierung der Kirche durch die Gläubigen aber größtenteils wieder eingeführt. Seit 1919 garantiert in Deutschland die Verfassung das Besteuerungsrecht der Religionsgemeinschaften.

Den Klerikerstand kann man durch Laisierung verlieren, auf Antrag in den Stand aber auch wieder eingesetzt werden. Das Weihesakrament wird aufgrund seines unauslöschlichen Charakters durch die Laisierung nicht rückgängig gemacht. Bei Verlust des Klerikerstandes werden die Betreffende aber von den Rechten und Pflichten eines Klerikers entbunden.

### Religiosen
Eine gewisse Sonderstellung nehmen die sogenannten Religiosen ein, also die Ordensleute und Angehörigen ähnlicher Verbände oder Kommunitäten. Sie gelten (soweit sie nicht durch Ordination dem Klerus angehören) in den katholischen Ostkirchen und in der Orthodoxie als eigener geistlicher Stand (zusammen mit Eremiten und geweihten Jungfrauen), der weder dem Klerus noch den Laien zuzurechnen ist. In der übrigen römisch-katholischen Kirche war das bis zur Reform des Kirchenrechts durch den 1983 promulgierten Codex Iuris Canonici ähnlich (jedenfalls legt LG 31 das nahe) bzw. nicht genau definiert. Gleichzeitig gab es innerhalb der meisten Männerorden in der katholischen Kirche, besonders in den sogenannten Priesterorden, bis zum Zweiten Vatikanischen Konzil eine deutliche Trennung zwischen den Laienbrüdern und den Klerikern, die die Weihen empfangen hatten und in vieler Hinsicht privilegiert waren. Heute gelten Personen des geweihten Lebens in der lateinischen Kirche kirchenrechtlich entweder als Laien oder als Kleriker, je nachdem, ob sie das Weihesakrament empfangen haben oder nicht. Gleichzeitig ist die unterschiedliche Behandlung von Laien und Priestern innerhalb der Orden weitgehend abgeschafft, wenngleich je nach der kirchenrechtlichen Verfassung des Institutes (klerikal oder laikal) immer noch einige Leitungsämter den Geweihten vorbehalten bleiben.
Die Bezeichnung der Ordens- und Säkularinstitute als Institute des geweihten Lebens bringt die gottgeweihte Stellung der Personen des geweihten Lebens zum Ausdruck. Mit der Annahme der besonderen Lebensform nach den evangelischen Räten durch die Kirche (vor einem Ordensoberen oder dem Diözesanbischof) ist keine sakramentale Weihe verbunden; die Ablegung der Profess von Ordensleuten und Eremiten und die Spendung der Jungfrauenweihe gehören zu den Sakramentalien.

## Orthodoxe Kirchen
In der orthodoxen Schultheologie ist der Unterschied von Klerus und Laien das tragende Element der Amtslehre. Den höheren Klerus bilden die drei Weiheämter Diakon, Priester und Bischof. Allerdings ist das Gottesvolk nach orthodoxer Auffassung nicht einfach in Klerus und Laien zweigeteilt, sondern vielfach hierarchisch gegliedert, „in Bischof, Priester, Diakone, Ipodiakone, Leser, Psalmsänger, getaufte Laien und Katechumenen.“ Hinzu kommen Mönche, Nonnen, Eremiten, geweihte Jungfrauen, Diakonissen (letztere historisch bis zum 13. Jahrhundert), die wiederum als eigene Stände betrachtet und ähnlich wie im altkirchlichen Schrifttum zum Klerus im weiteren Sinn gerechnet werden oder eine Zwischenstellung einnehmen. Die Vollmacht einer orthodoxen Äbtissin, in ihrem Kloster – auch im Gottesdienst – den Segen an die einzelnen Gläubigen zu spenden, verdeutlicht den priesterlichen Charakter ihres Amtsverständnisses. Die Vielfalt der Ämter und Stände bringt nach orthodoxem Verständnis auch die „eschatologische Schönheit“ der Kirche zum Ausdruck, die als irdische Vorausschau auf die Schönheit der kommenden Welt hinweist und sich sinnbildhaft in der Liturgie wiederfindet. Der Ruf des Diakons zu Beginn der Göttlichen Liturgie kann dies in Erinnerung rufen: „Lasst uns schön dastehen, lasst uns mit Ehrfurcht dastehen, lasst uns aufmerksam sein, das heilige Opfer in Frieden darzubringen.“
In der von Nikolai Nikolajewitsch Afanassjew (1893–1966) und Alexander Dmitrijewitsch Schmemann geprägten, heute weitgehend als herrschende orthodoxe Lehre anerkannten sogenannten „eucharistischen Ekklesiologie“, die auf dem Kirchenverständnis des Ignatius von Antiochien fußt und in der Orthodoxie breite Zustimmung fand, tritt das kirchliche Amt ganz in den Dienst der Ortskirche, deren Zentrum der Vollzug der Eucharistie in Einheit mit dem Bischof und den übrigen Ortskirchen ist. Dementsprechend ist der Orthodoxie ein ontologisches Amtsverständnis, wie es in der traditionellen Klerikalstruktur der römisch-katholischen Hierarchie zum Ausdruck kommt, auch in der Moderne fremd geblieben. Allerdings hatte Afanassjews Denken auch spürbare Rückwirkungen auf die römisch-katholische Kirche, die im 2. Vatikanischen Konzil ebenfalls die Eucharistie sehr viel stärker als früher in den Mittelpunkt ihres Amts- und Kirchenverständnisses rückte. Die Amtslehre Afanassjews zeigt auch Möglichkeiten für das ökumenische Gespräch mit Kirchen, die die apostolische Sukzession des Bischofsamtes nicht bewahrt haben.
In der orthodoxen Kirche heute ist der Bischof Leiter der Ortskirche, der Presbyter Leiter der Eucharistieversammlung. Wie schon in der Alten Kirche ist nach Ansicht Schmemanns erst „in der Einheit von Bischof, Klerus und Volk die Fülle des kirchlichen Lebens und der kirchlichen Gaben“ verwirklicht. In der orthodoxen Praxis zählt daher zum Klerus, wer eine Gemeinde leitet oder in der Ortsgemeinde ein Lehr- oder Gottesdienstamt ausübt; auf eine klare begriffliche Trennung zwischen Weihe- und Beauftragungsämtern wird dabei hinsichtlich ihrer Zuordnung zum Klerus wenig Wert gelegt. Anders als Afanassjew (der ihr kritisch gegenüberstand) hat Schmemann allerdings auch die Ordination als ökumenische Klammer zwischen den Ortskirchen positiv gewürdigt.

## Protestantismus
Im Bereich der reformatorischen Bekenntniskirchen, die das Weihesakrament ablehnen, aber eine der Priesterweihe äußerlich vergleichbare Ordination ihrer Pastoren kennen, wird der Begriff als umgangssprachliche Sammelbezeichnung für ordinierte Gemeindeglieder bisweilen genutzt.
Grundsätzlich gilt das Gegenüber von Klerus und Laien in der reformatorischen Tradition jedoch als aufgehoben. Zum einen benötigt die Autorität der Schrift (der Bibel) nach protestantischem Verständnis keiner Vermittlung durch besonders geweihte Personen, sondern kann von jedem Christen verstanden werden. In reformatorischen (wie auch schon früheren Reform-) Bewegungen war es daher von Anfang an ein wichtiges Anliegen, auch den Laien und nicht allein den Priestern und Mönchen die Schriftlektüre (in der Volkssprache) zu ermöglichen.
Von Martin Luther ausgehend entwickelte die protestantische Tradition darüber hinaus den Gedanken des allgemeinen Priestertums aller Getauften weiter und betont, dass die Erlösung durch das Opfer Christi einmalig und endgültig sei, sodass es keiner opferpriesterlichen Aufgaben und damit auch keines besonderen Priesterstandes mehr bedürfe, dem die Rolle des Priesters als Vorsteher des Abendmahles und „Verwalter“ der Sakramente vorbehalten werden müsse.

## Rolle des Klerus in der Gesellschaft
In den religiös organisierten Gesellschaftsordnungen des europäischen Mittelalters, in denen Kirche und Gesellschaft als Einheit aufgefasst wurden, bildete der Klerus auch gesellschaftlich eine besondere Gruppe, einen sogenannten Stand. Als Hauptaufgabe des Klerus galt nach dem Verständnis der mittelalterlichen Weltordnung die Sorge für das Seelenheil der Gläubigen, also der Allgemeinheit. Die Zugehörigkeit zum Klerus war mit bestimmten Rechten (etwa dem Zehnten) und Pflichten (etwa dem Zölibat) verbunden. Bis in die Neuzeit genoss insbesondere der höhere Klerus – ähnlich wie der Adel, dem er fast ausnahmslos entstammte – verschiedene Privilegien gegenüber den einfachen Bürgern und Bauern (Dritter Stand). Mit der Aufklärung, dem Erstarken des Bürgertums nach der französischen Revolution, der Säkularisation, den antiklerikalen und laizistischen Bewegungen und Gesellschaftsmodellen des 19. Jh., der Trennung von Staat und Kirche, der Entstehung demokratischer Gesellschaftsformen und schließlich dem nachlassenden Einfluss der Religion auf das gesellschaftliche Leben Europas überhaupt (Säkularisierung) verlor die soziologische Sonderstellung des Klerus seit dem Ausgang des 18. Jh. bis heute weitgehend ihre Bedeutung. Als eigene soziale Schicht existiert der Klerus im modernen Europa praktisch nicht mehr.
Der soziale Wandel, dem die Rolle des Klerus in der Gesellschaft in der europäischen Geschichte des vergangenen Jahrtausends unterworfen war, hat auch zu starken Veränderungen in Bezug auf die Zusammensetzung des Klerus, die soziale Herkunft seiner Mitglieder und die Motivationen geführt, die Menschen dazu bewegen, eine klerikale Laufbahn einzuschlagen. Vor allem in westlich geprägten Gesellschaften hat die in weiten Teilen der Welt abnehmende Attraktivität des Klerikerberufes in manchen Kirchen, besonders in der römisch-katholischen, zu krisenhaften Erscheinungen geführt (Priestermangel).
Klerikern sind politische Betätigungen untersagt (Reichskonkordat, Art. 32). In Deutschland sind Kleriker vom Wehrdienst befreit (§ 11 WPflG) (Reichskonkordat#Inhalt des Geheimanhangs). Sie sollen nicht zum Schöffen berufen werden (§ 34 GVG). Historisch hatte der Klerus auch noch deutlich weitergehende Vorrechte. Eine gegen die gesellschaftliche Sonderstellung des Klerus und der Kirche überhaupt gerichtete Strömung heißt antiklerikal.